# Comuna Dezna, Arad
Dezna(în maghiară: Dézna) este o comună în județul Arad, Crișana, România, formată din satele Buhani, Dezna (reședința), Laz, Neagra și Slatina de Criș.

## Demografie
Componența etnică a comunei Dezna
     Români (92,19%)
     Alte etnii (0,7%)
     Necunoscută (7,11%)
Componența confesională a comunei Dezna
     Ortodocși (84,98%)
     Baptiști (4,5%)
     Penticostali (2,7%)
     Alte religii (0,5%)
     Necunoscută (7,31%)
Conform recensământului efectuat în 2021, populația comunei Dezna se ridică la 999 de locuitori, în scădere față de recensământul anterior din 2011, când fuseseră înregistrați 1.198 de locuitori. Majoritatea locuitorilor sunt români (92,19%), iar pentru 7,11% nu se cunoaște apartenența etnică. Din punct de vedere confesional, majoritatea locuitorilor sunt ortodocși (84,98%), cu minorități de baptiști (4,5%) și penticostali (2,7%), iar pentru 7,31% nu se cunoaște apartenența confesională.

## Politică și administrație
Comuna Dezna este administrată de un primar și un consiliu local compus din 9 consilieri. Primarul, Ionică-Marcel Lucoaie[*], de la Partidul Social Democrat, este în funcție din octombrie 2020. Începând cu alegerile locale din 2024, consiliul local are următoarea componență pe partide politice:
|  | Partid                                  | Consilieri | Componența Consiliului | Componența Consiliului | Componența Consiliului | Componența Consiliului | Componența Consiliului |
|  | --------------------------------------- | ---------- | ---------------------- | ---------------------- | ---------------------- | ---------------------- | ---------------------- |
|  | Partidul Social Democrat                | 5          |                        |                        |                        |                        |                        |
|  | Partidul Național Liberal               | 2          |                        |                        |                        |                        |                        |
|  | Alianța pentru Unirea Românilor         | 1          |                        |                        |                        |                        |                        |
|  | Reînnoim Proiectul European al României | 1          |                        |                        |                        |                        |                        |

## Atracții turistice
- Biserica Ortodoxă din satul Dezna, construcție secolul al XVII-lea
- Ruinele Cetății Dezna, construcție secolul al XIII-lea
- Valea Zugăului
- Pescăria din Dezna

## Imagini

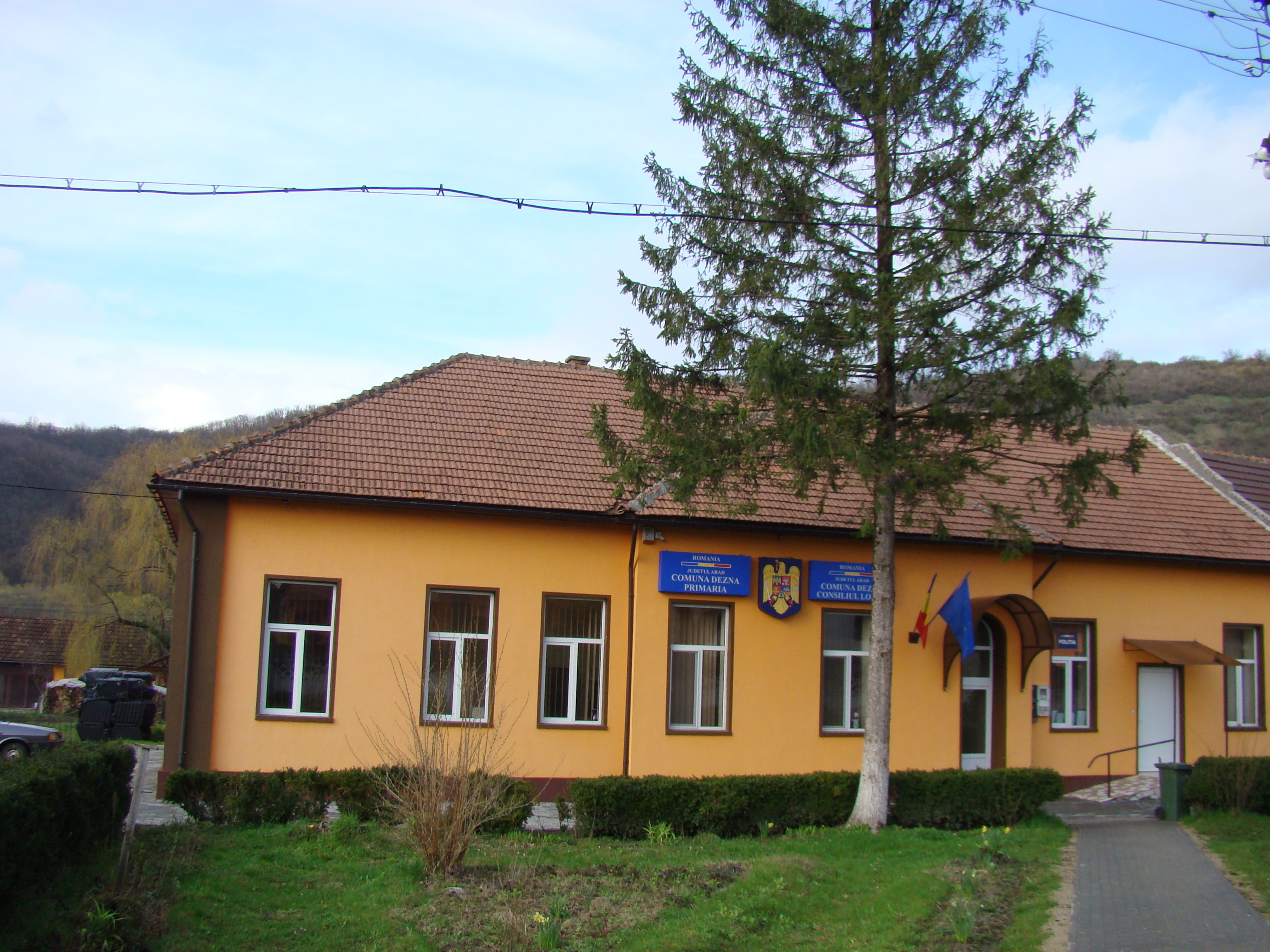
Primăria comunei Dezna
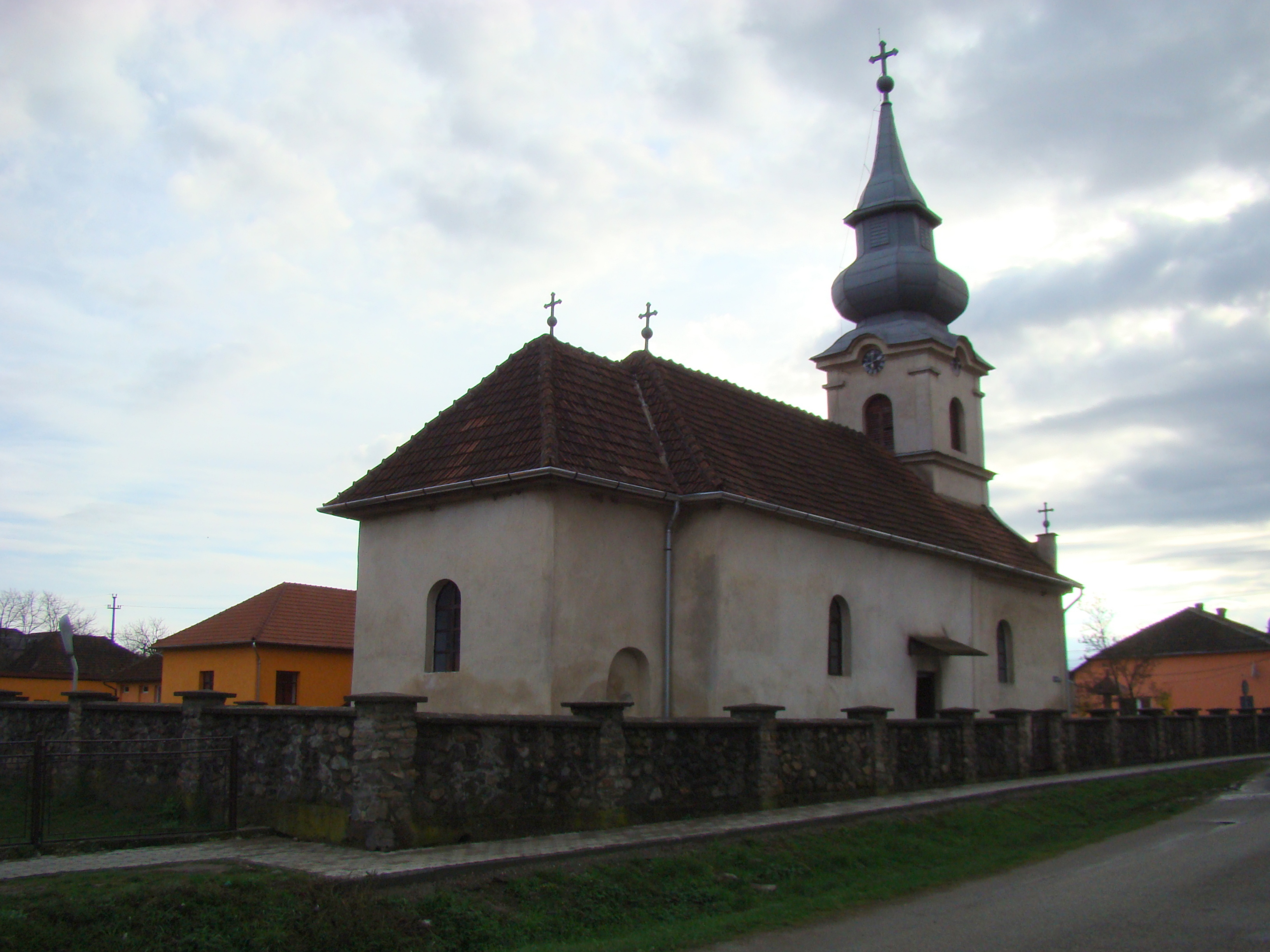
Biserica „Pogorârea Duhului Sfânt" (monument istoric)
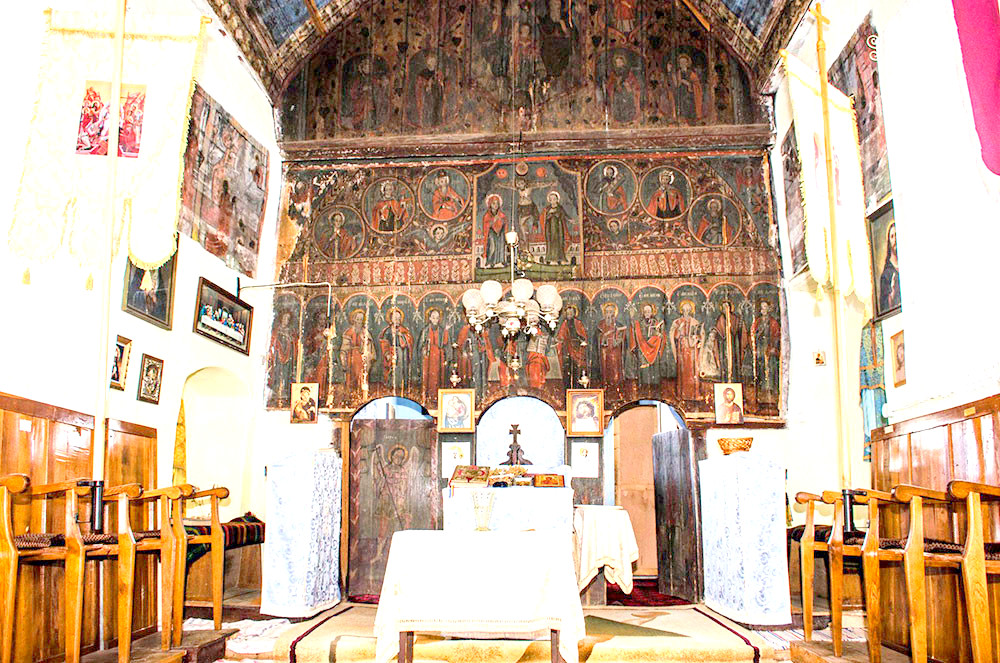
Biserica „Pogorârea Duhului Sfânt" (monument istoric)
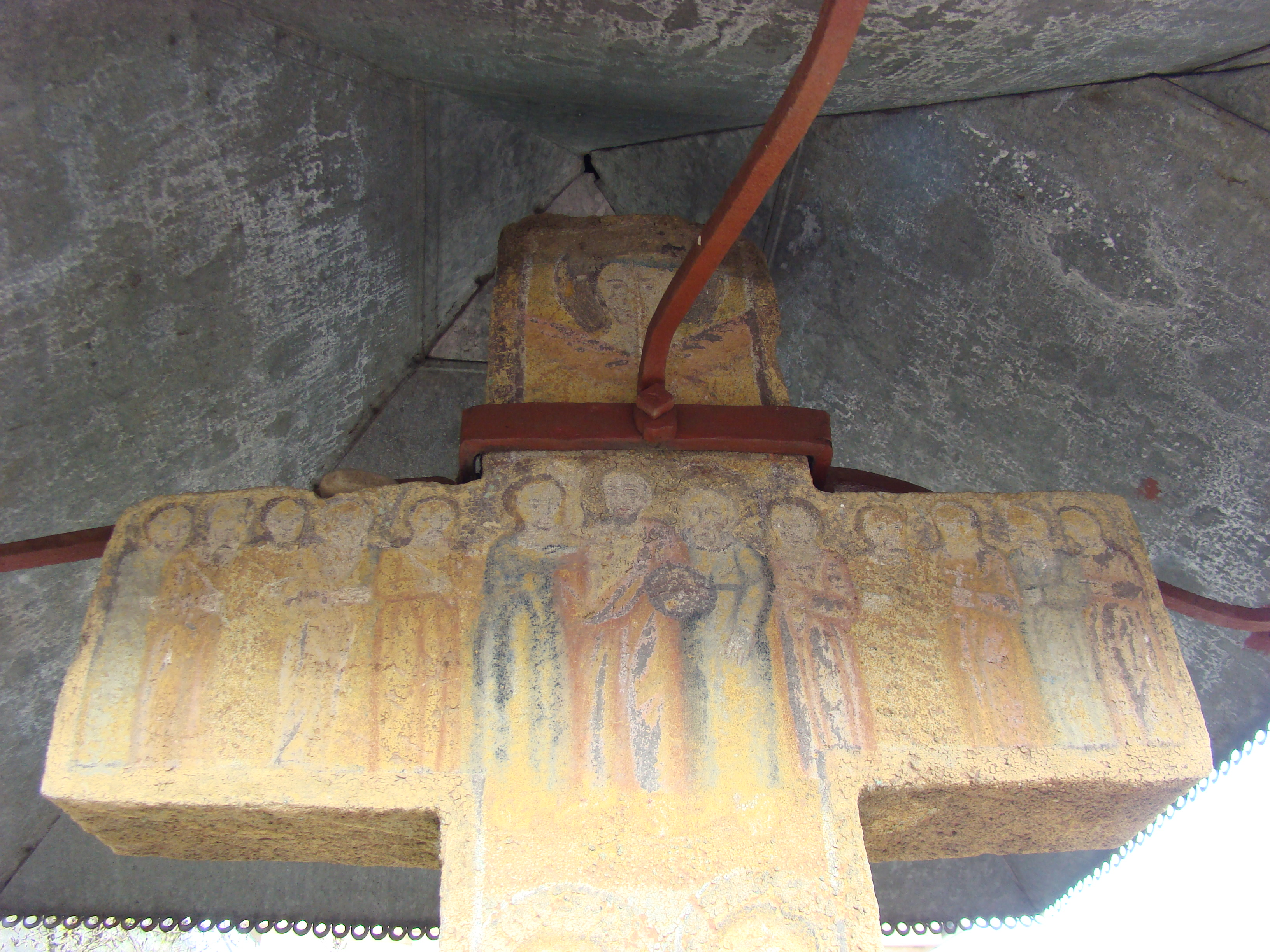
Troiță (monument istoric)
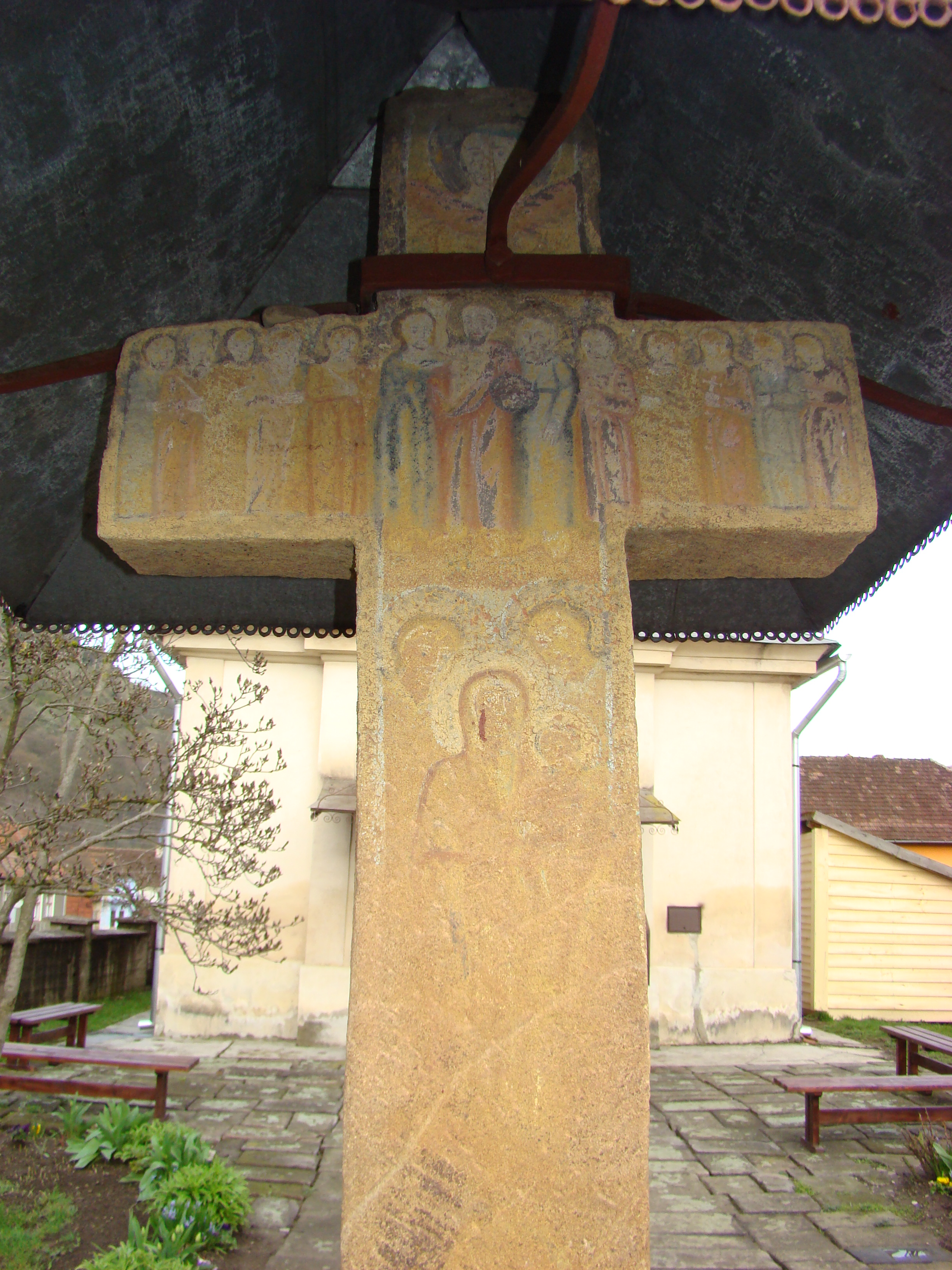
Troiță (monument istoric)
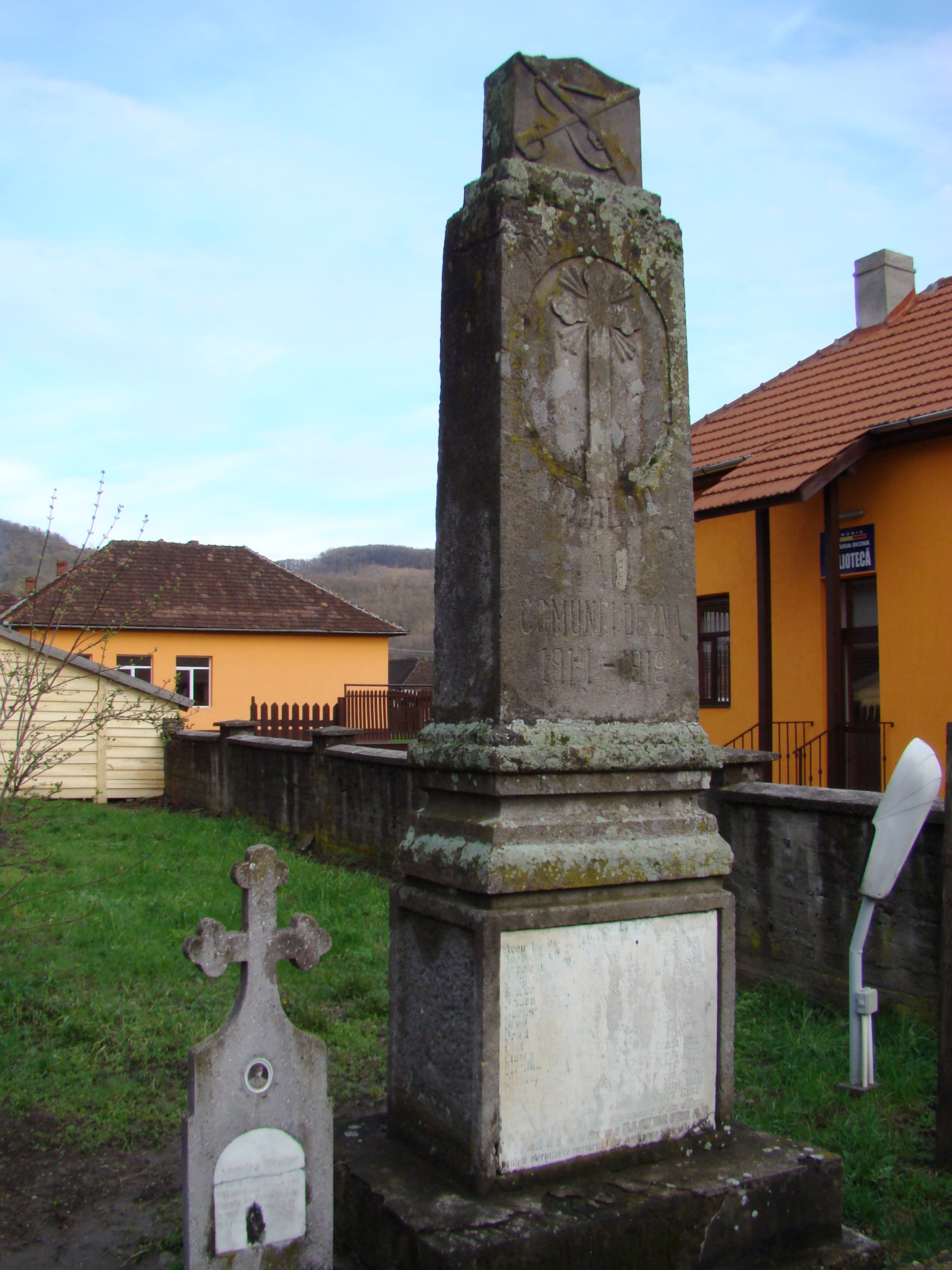
Monumentul Eroilor din Dezna
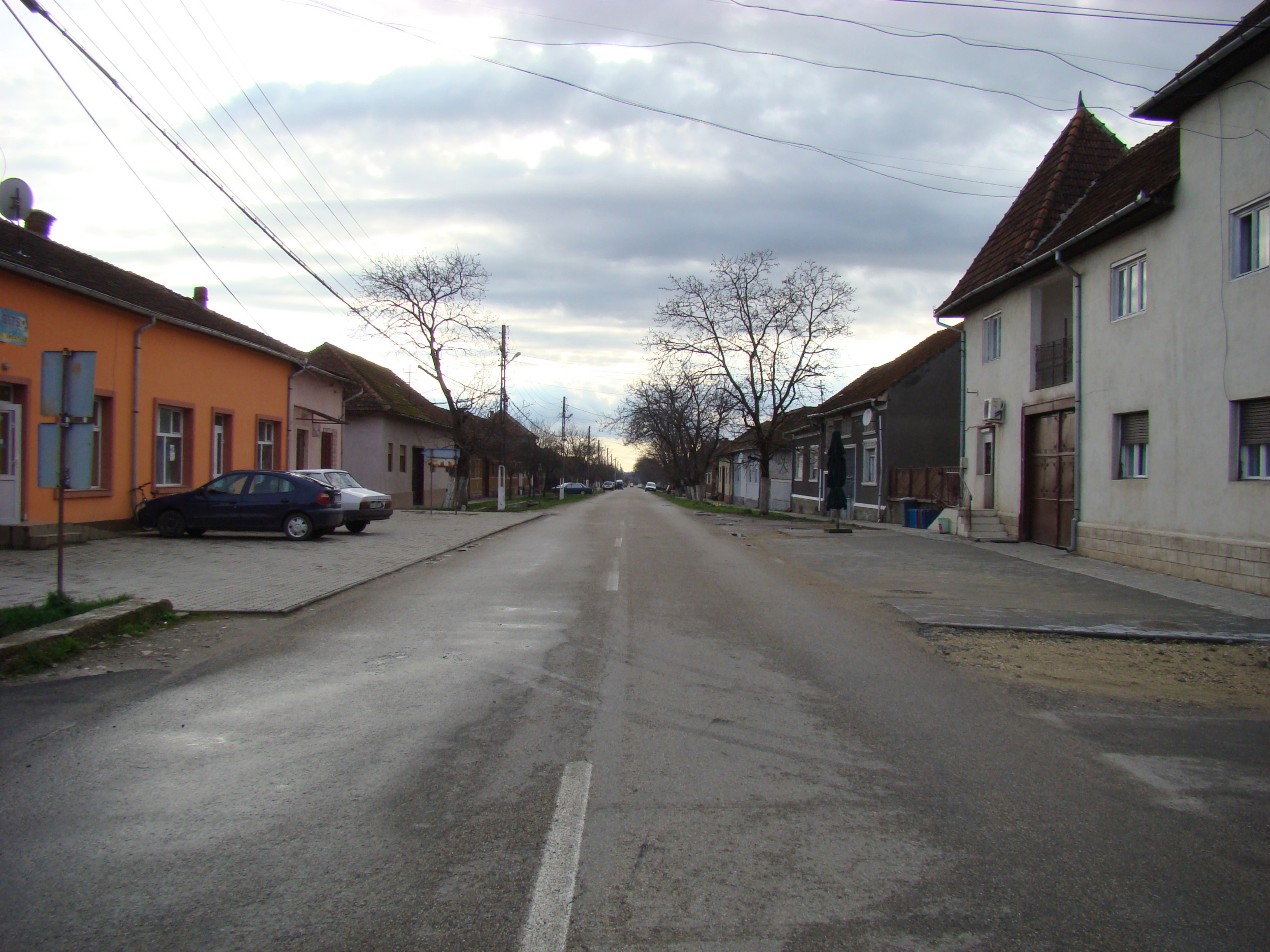
Buhani
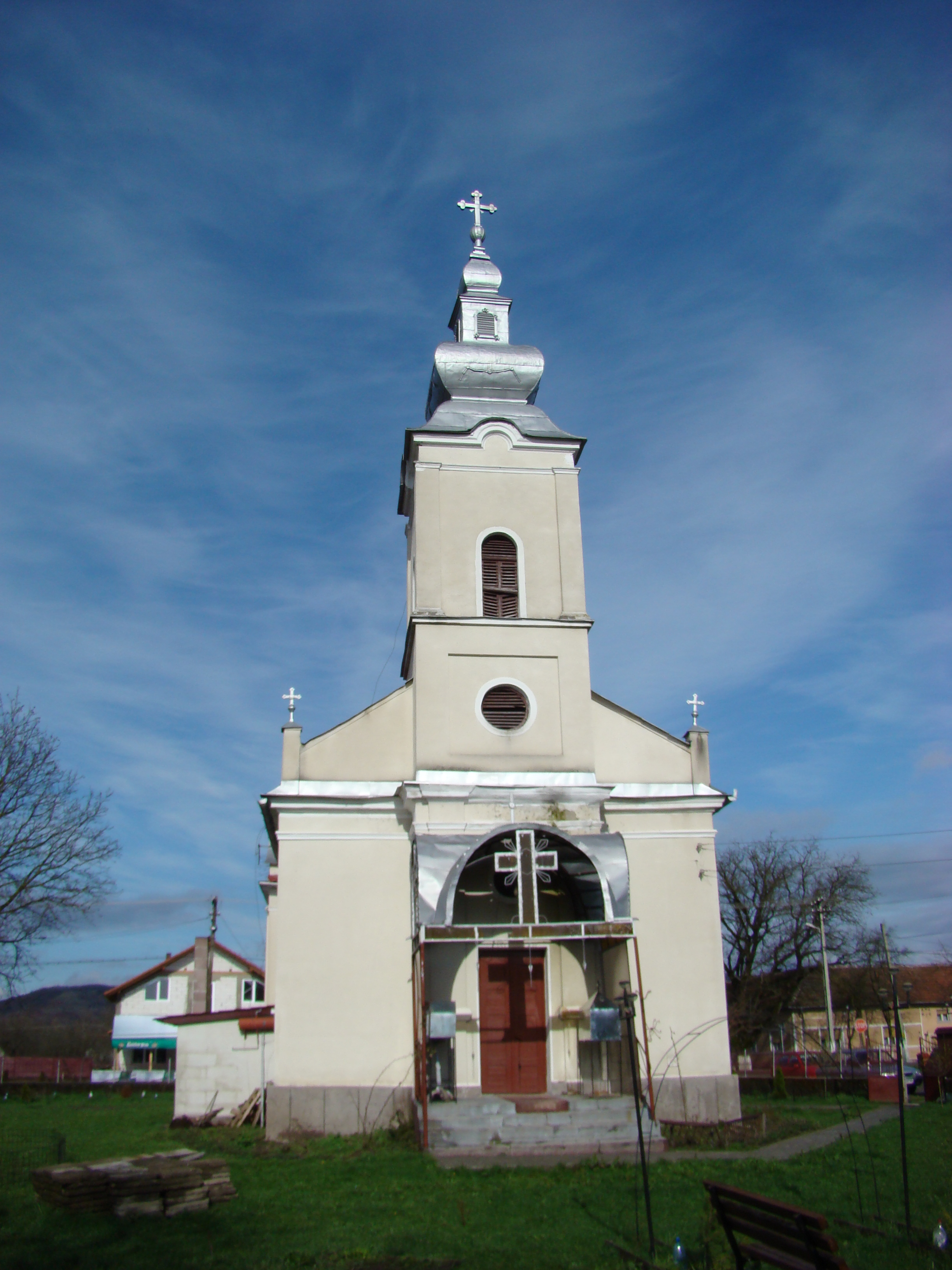
Biserica ortodoxă din Buhani
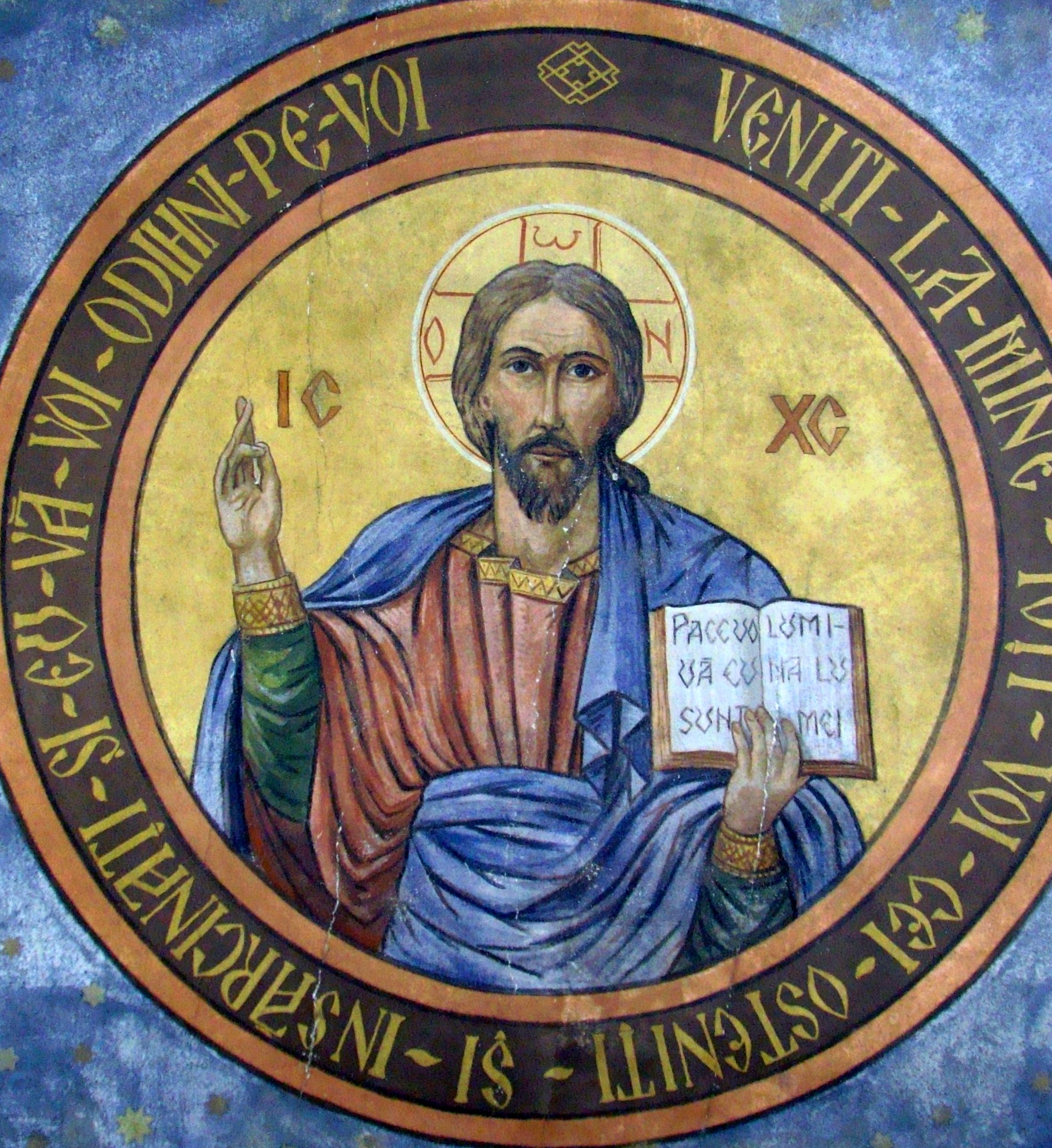
Biserica ortodoxă din Buhani
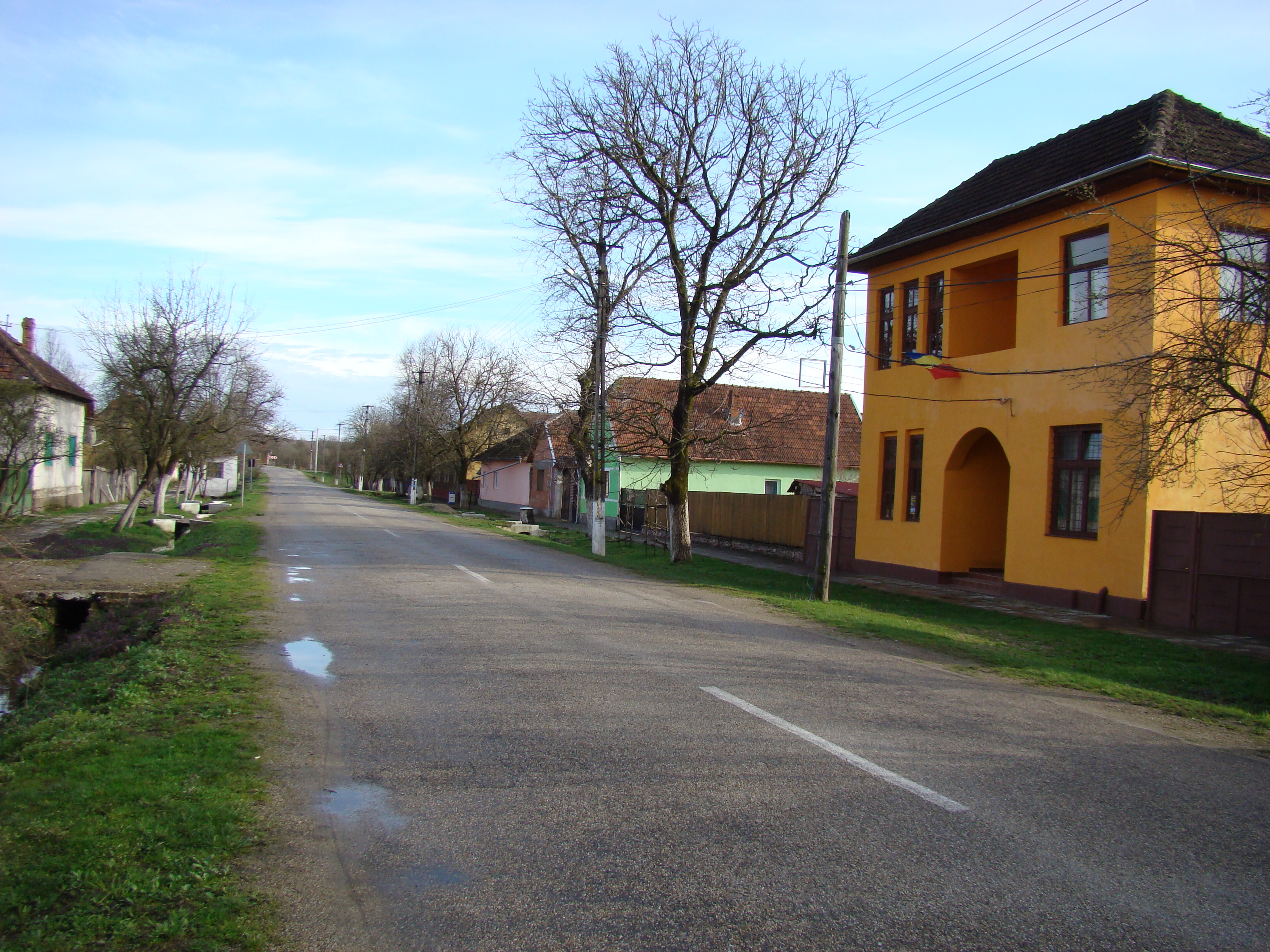
Buhani